# Маяк (Чаришський район)
Мая́к (рос. Маяк) — село (колишнє селище) у складі Чаришського району Алтайського краю, Росія.

## Населення
Населення — 477 осіб (2010; 602 у 2002).
Національний склад (станом на 2002 рік):
- росіяни — 96 %